# Байтурсунов, Насир
Наси́р Байтурсу́нов (кирг. Насыр Байтурсунов; 18 ноября 1918 — 11 мая 1995) — киргизский и советский наводчик, участник Великой Отечественной войны, командир расчёта 45-мм пушки 1086-го стрелкового полка 323-й стрелковой дивизии. Один из полных кавалеров ордена Славы, награждённых в годы войны четырьмя орденами Славы.

## Биография
Родился 18 ноября 1918 года в селе Кокомерен (ныне — Жайылский район Кыргызстана) в крестьянской семье. Киргиз по национальности.
Окончил 7 классов, а в 1934 году Фрунзенский педагогический техникум. Работал преподавателем в Сусамырской школе.
В ряды Красной Армии призван в феврале 1943 года. На фронтах в Великой Отечественной войны с мая 1943 года. Член ВКП(б)/КПСС с 1944 года.
Наводчик 45-мм пушки (1086-й стрелковый полк, 323-я стрелковая дивизия, 3-я армия, 1-й Белорусский фронт) сержант Насир Байтурсунов в боях 24 июня 1944 года на правом берегу реки Друть в районе деревни Озераны Рогачёвского района Гомельской области Белоруссии подбил вражеское штурмовое орудие, уничтожил две огневые точки и пять гитлеровцев. 24 августа 1944 года, за мужество и отвагу, проявленные в боях, награждён орденом Славы 3-й степени (№ 309727).
30 июля 1944 года наводчик 45-мм пушки (1086-й стрелковый полк, 323-я стрелковая дивизия, 3-я армия, 2-й Белорусский фронт) сержант Насир Байтурсунов в районе города Сураж Гродненской области Белоруссии участвовал в отражении четырёх контратак. В этом бою Насир Байтурсунов поразил шесть автомобилей, подавил один зенитный пулемёт, три огневые точки и истребил свыше десятка гитлеровцев. 19 декабря 1944 года, за мужество и отвагу, проявленные в боях, повторно награждён орденом Славы 3-й степени.
Командир расчёта 45-мм пушки (1086-й стрелковый полк, 323-я стрелковая дивизия, 33-я армия, 1-й Белорусский фронт) сержант Насир Байтурсунов 14 января 1945 года при прорыве вражеской обороны в районе населённого пункта Киянка, расположенного в двадцати двух километрах юго-западнее польского города Пулавы, вместе с бойцами вверенного ему орудийного расчёта уничтожил семь огневых точек, три автомобиля, штурмовое орудие и свыше десяти солдат. 14 апреля 1945 года, за мужество и отвагу, проявленные в боях, награждён орденом Славы 2-й степени (№ 22935).
17 апреля 1945 года при форсировании реки Одер в районе города Фюрстенберг (Германия) командир расчёта 45-миллиметровой пушки (1086-й стрелковый полк, 323-я стрелковая дивизия, 33-я армия, 1-й Белорусский фронт) сержант Насир Байтурсунов, командуя бойцами, подбил два штурмовых орудия и подавил три огневые точки.
Указом Президиума Верховного Совета СССР от 31 мая 1945 года за образцовое выполнение заданий командования в боях с немецко-фашистскими захватчиками сержант Байтурсунов Насир награждён орденом Славы 1-й степени (№ 2994); стал полным кавалером ордена Славы.
В 1945 году старшина Насир Байтурсунов демобилизован. До ухода на пенсию работал в колхозе «Рассвет» табунщиком, заведующим конефермой, фуражиром. Жил в селе Кожомкул Суусамырского аильного округа Жайылского района Чуйской области Киргизии.
Умер 11 мая 1995 года.

## Награды и звания
- Орден Красной Звезды
- Орден Отечественной войны 1-й степени
- Орден Славы I степени (31.05.1945)
- Орден Славы II степени (14.04.1945)
- Орден Славы III степени (19.12.1944)
- Орден Славы III степени (24.08.1944)
- Медаль «За отвагу»
- другие медали